# دلار لیبریا
دلار لیبریا (به انگلیسی: Liberian dollar) با کد ایزوی LRD، یکای پول رایج در کشور لیبریا است. مسئولیت کنترل این یکای پول برعهدهٔ بانک مرکزی لیبریا قرار دارد.